# Brzozówka-Kolonia
Brzozówka-Kolonia – kolonia w Polsce położona w województwie lubelskim, w powiecie kraśnickim, w gminie Szastarka.
W latach 1975–1998 miejscowość administracyjnie należała do województwa tarnobrzeskiego.
Wieś stanowi sołectwo gminy Szastarka. Według Narodowego Spisu Powszechnego (III 2011 r.) wieś liczyła 314 mieszkańców. 